# Chung-guyok

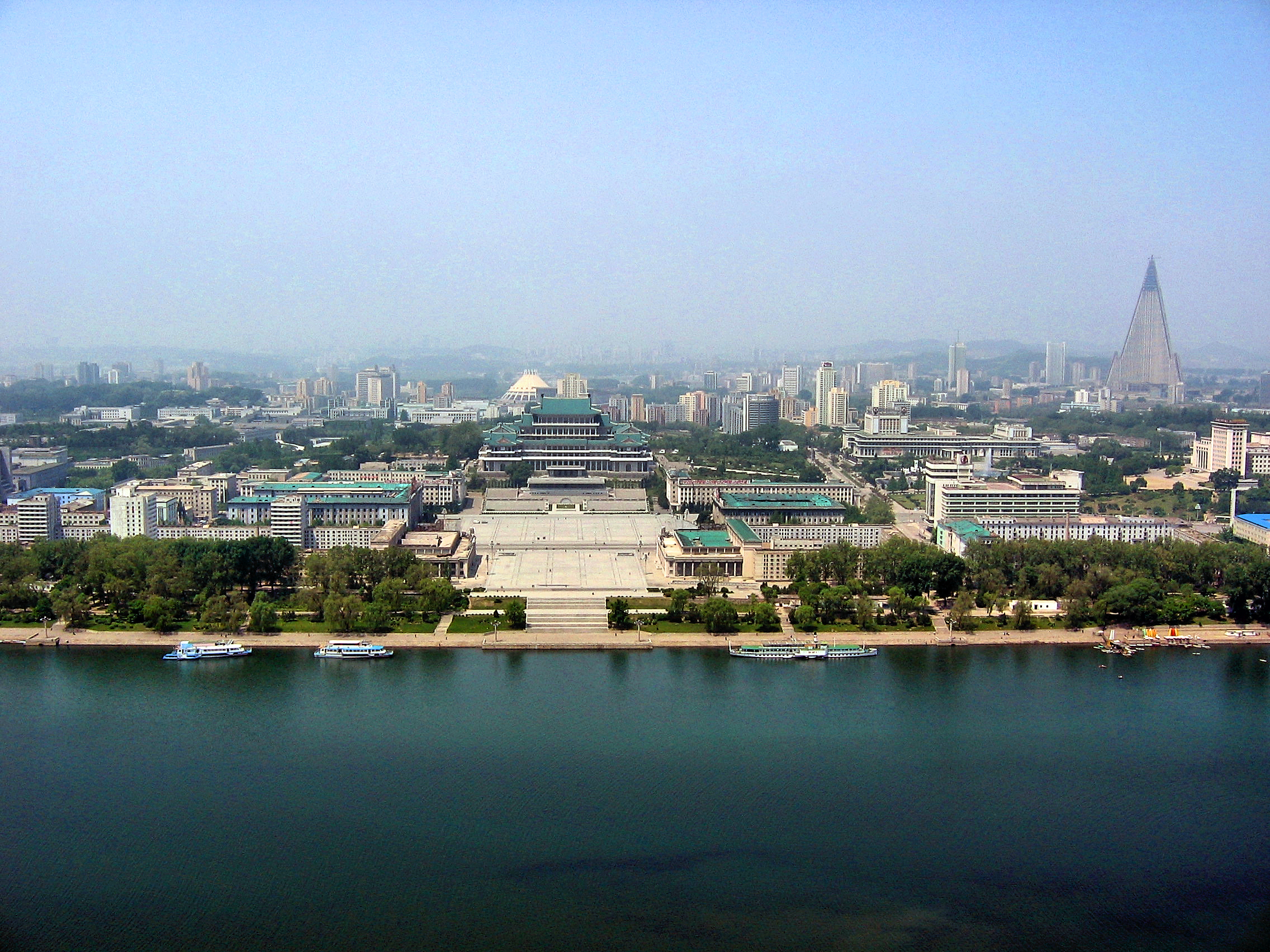
El Gran Palacio de Estudios del Pueblo y la Plaza Kim Il-sung (con el Hotel Ryugyong al fondo)

Chung-guyŏk es uno de los 18 guyok que constituyen la ciudad de Pionyang, Corea del Norte. El distrito se encuentra en el centro de la ciudad, entre los ríos Potong y Taedong, y limita al norte con Moranbong-guyok, al noroeste por Potonggang-guyok, y al sur por Pyongchon-guyok.

## Descripción
Como el centro de Pyongyang, el distrito tiene muchos de los edificios más importantes de la ciudad. La famosa Plaza Kim Il-sung se encuentra a lo largo de las orillas del río Taedong, junto con el Gran Palacio de Estudios del Pueblo, que es la biblioteca nacional de Corea del Norte.
Chung-guyok era antaño el centro histórico de Pyongyang, pero fue casi completamente arrasada durante la guerra de Corea por los bombardeos estadounidenses. En el distrito todavía pueden verse vestigios de la antigua ciudad y hoy en día alberga varios de los Tesoros Nacionales de Corea del Norte. Otros edificios son el Hotel Koryo, el Hotel Taedonggang, la Tienda no.1 de Pyongyang, el Museo del Sello Nacional de la RPDC, el Palacio de los niños de Pyongyang y el Cine Taedongmoon .
El metro de Pyongyang discurre a través de este distrito, con paradas en Yonggwang, Ponghwa y Sungri.
En la zona se encuentran también oficinas ejecutivas del Gobierno de Corea del Norte y algunas industrias. Igualmente, en este distrito está la sede del Comité Central del Partido del Trabajo de Corea.

## Economía
Air Koryo tiene una agencia en Tongsong-dong.

## Divisiones administrativas
Chung-guyok se divide en diecinueve distritos administrativos, conocidos como dong (división administrativa).
|                 | Chosŏn'gŭl | Hancha   |
| --------------- | ---------- | -------- |
| Changgwang-dong | 창광동     | 蒼光洞   |
| Chongro-dong    | 종로동     | 鍾路洞   |
| Chungsong-dong  | 중성동     | 中城洞   |
| Haebangsan-dong | 해방산동   | 解放山洞 |
| Kyogu-dong      | 교구동     | 橋口洞   |
| Kyongrim-dong   | 경림동     | 敬臨洞   |
| Kyongsang-dong  | 경상동     | 慶上洞   |
| Mansu-dong      | 만수동     | 萬壽洞   |
| Oesong-dong     | 외성동     | 外城洞   |
| Otan-dong       | 오탄동     | 烏灘洞   |
| Potongmun-dong  | 보통문동   | 普通門洞 |
| Ryonhwa-dong    | 련화동     | 蓮花洞   |
| Ryusong-dong    | 류성동     | 柳城洞   |
| Sochang-dong    | 서창동     | 西蒼洞   |
| Somun-dong      | 서문동     | 西門洞   |
| Taedongmun-dong | 대동문동   | 大同門洞 |
| Tongan-dong     | 동안동     | 東岸洞   |
| Tonghung-dong   | 동흥동     | 東興洞   |
| Tongsong-dong   | 동성동     | 東城洞   |
| Yokjon-dong     | 역전동     | 驛前洞   |